# توكل أباد (كوهستان)
توكل أباد (بالفارسية: توکل‌آباد) هي قرية تقع في إيران في Kuhestan Rural District. يقدر عدد سكانها بـ 62 نسمة .